# Camba (Castro Caldelas)
Camba (llamada oficialmente San Xoán de Camba) es una parroquia del municipio español de Castro Caldelas, en la provincia de Orense, Galicia.

## Toponimia
La parroquia también es conocida por el nombre de San Juan de Camba.

## Organización territorial
La parroquia está formada por cinco entidades de población:
- Casasoá
- Montemiao
- Piñeiroá
- San Martín (San Martiño)
- San Julián (San Xulián)

## Demografía
| Gráfica de evolución demográfica de Camba entre 2000 y 2022 |
|                                                             |
| Datos según el nomenclátor publicado por el INE.            |